# Nick Gates (giocatore di football americano)
Nicholas Gates (Las Vegas, 27 novembre 1995) è un giocatore di football americano statunitense che milita nel ruolo di centro nella National Football League (NFL).

## Carriera

### New York Giants

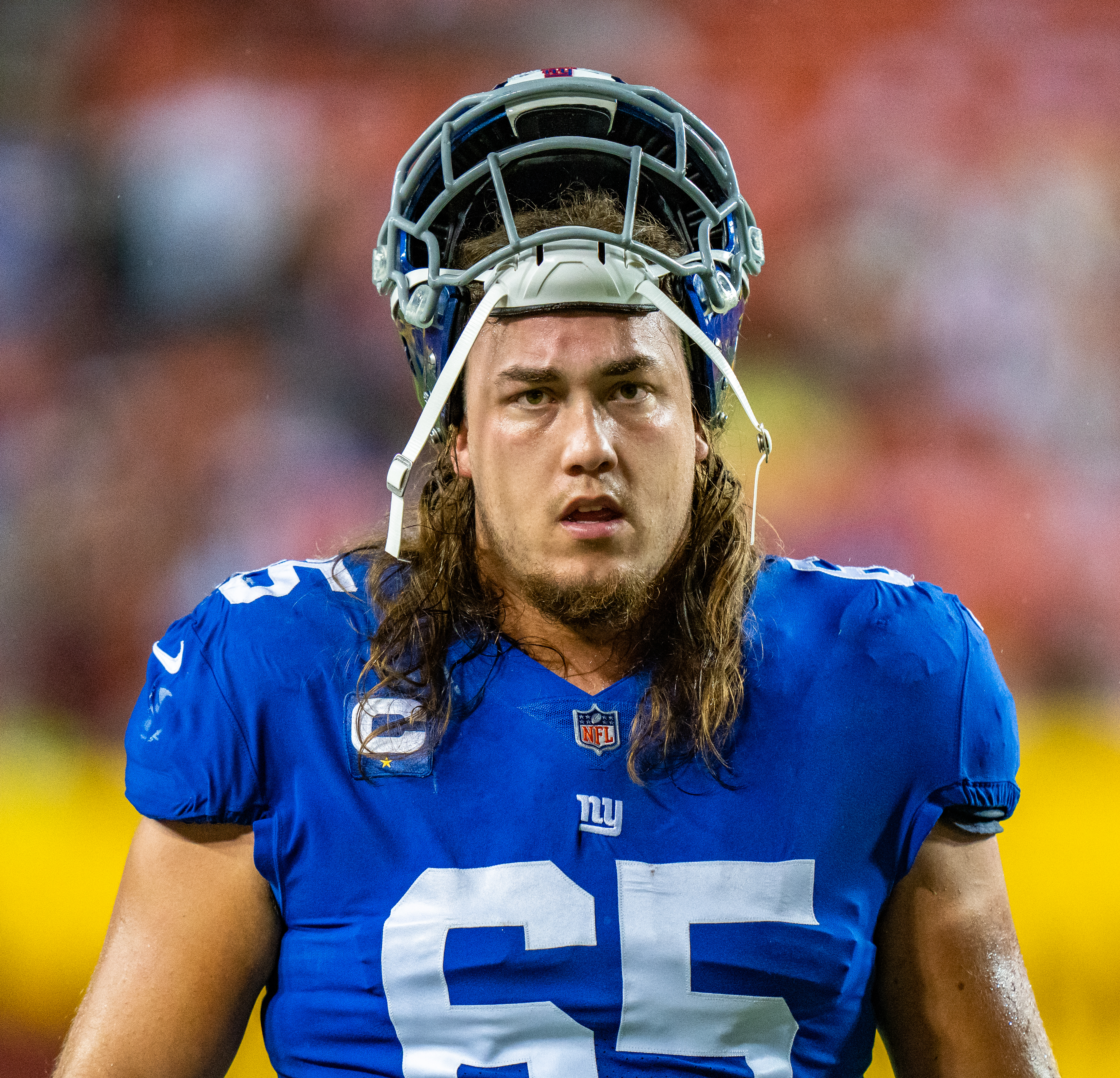
Gates con i New York Giants nel 2021

Al college Gates giocò a football a Nebraska. Dopo non essere stato scelto nel Draft NFL 2018 l'11 maggio firmò con i New York Giants. La sua stagione da rookie la passò interamente in lista infortunati.
Il 1º agosto 2020 Gates firmò con i Giants un nuovo contratto biennale del valore di 6,825 milioni di dollari. Nella stagione 2020 partì come centro titolare, senza concedere agli avversari un solo sack. Il 6 settembre 2021 fu annunciato come uno dei capitani della squadra per la stagione a venire.
Il 16 settembre 2021 Gates subì una frattura a una gamba nel primo quarto della gara contro il Washington Football Team che gli fece perdere il resto della stagione. A causa di quell'infortunio dovette subire sette operazioni chirurgiche per riparare tibia e perone.
Il 23 agosto 2022 Gates fu inserito nella lista dei giocatori impossibilitati a scendere in campo. Il 26 ottobre 2022 fece ritorno nel roster attivo.

### Washington Commanders
Il 16 marzo 2023 Gates firmò un contratto triennale con i Washington Commanders. Dopo avere faticato nelle prime sette gare della stagione 2023, Gates fu sostituito da Tyler Larsen come centro titolare. Fu svincolato il 2 marzo 2024.

### Philadelphia Eagles
Gates firmò con i Philadelphia Eagles il 30 luglio 2024. Fu svincolato il 27 agosto, dopo di che rifirmò con la squadra di allenamento. Fu promosso nel roster attivo il 16 settembre. A fine stagione conquistò il suo primo titolo grazie alla vittoria degli Eagles sui Kansas City Chiefs per 40–22 nel Super Bowl LIX. Fu svincolato il 18 febbraio 2025.

## Palmarès
- Super Bowl : 1

Philadelphia Eagles: LIX
- National Football Conference Championship: 1

Philadelphia Eagles: 2024